# 20 Armia Lotnicza (USA)
20 Armia Lotnicza (ang. Twentieth Air Force) – jednostka organizacyjna amerykańskich sił powietrznych, w skład której wchodzą balistyczne pociski rakietowe.
W strukturze 20 Armii Lotniczej znajduje się współczesny (2015)  komponent lądowy amerykańskiej triady nuklearnej. Dowództwo armii odpowiada za utrzymanie w gotowości bojowej strategicznych sił rakietowych wyposażonych łącznie w 450 międzykontynentalnych pocisków balistycznych LGM-30G Minuteman III. Każde z trzech skrzydeł rakiet dysponuje trzema dywizjonami, w każdym 50 rakiet pogrupowanych w 5 kompleksach po 10 silosów. Pod względem operacyjnym 20 Armia Lotnicza podlega połączonemu dowództwu strategicznemu (US Strategic Command) z bazy Offut w Nebrasce.

## Struktura organizacyjna
W roku 2016:
- 90 Skrzydło Rakiet – baza F. E. Warren w stanie Wyoming.
- 91 Skrzydło Rakiet  – baza Minot w stanie Północna Dakota
- 341 Skrzydło Rakiet – baza Malmstrom w stanie Montana